# واکنش–جانسون–کوری–چایکوفسکی
واکنش–جانسون–کوری–چایکوفسکی (انگلیسی: Johnson–Corey–Chaykovsky reaction) یک واکنش شیمیایی در شیمی آلی است که جهت سنتز ترکیبات اپوکساید و استخلاف های آزیریدین و سیکلوپروپان به کار می رود. این واکنش نخستین بار توسط ویلیام جانسون در سال ۱۹۶۱ کشف و سپس توسط کوری و چایکوفسکی توسعه داده شد.